# 奥匈帝国旗帜
奧匈帝國在1867年根據《1867年奧匈折衷方案》下正式成立，然而二元君主制下的奧地利與匈牙利作为法律上的两个主权国家并沒有共同的國旗。
中央的帝國國會與王國議會沒有制定共同的官方旗幟，奧地利與匈牙利在各自的領土上仍使用各自的旗幟：内莱塔尼亚使用黑黄两色奥地利帝国旗，外莱塔尼亚（匈牙利王冠领地）使用带有匈牙利国徽的红白绿三色匈牙利王国旗，直至帝国解體。在国家活动或驻外使领馆等场合使用旗帜时，则同时使用奥地利、匈牙利旗帜。此外，根据《1868年克罗地亚—匈牙利折衷方案》，在代表匈牙利、克罗地亚的共同事务时，还应同时使用匈牙利王国旗和克羅埃西亞-斯拉沃尼亞王國国旗。
代表哈布斯堡-洛林王室及其君主国的黑黄两色旗有时在事实上被用作共同代表奥地利、匈牙利的旗帜。

## 构成国旗帜

奥地利帝国国旗、哈布斯堡家族王室旗幟、內萊塔尼亞旗幟

匈牙利王國國旗、外萊塔尼亞旗幟
匈牙利王國國旗变种（国徽带有支撐物（英语：Supporter））
匈牙利王國國旗（民用旗；无国徽）

克羅埃西亞-斯拉沃尼亞王國國旗
克羅埃西亞-斯拉沃尼亞王國变种官方旗幟
克羅埃西亞-斯拉沃尼亞王國國旗（民用旗；无国徽）

## 船旗
在民用和商用船只上时，奥匈帝国通常使用在1869年设计的共同民船旗。奥匈帝国海军一直使用从1787年就开始使用的奥地利舰艏旗；1915年设计了同时具有奥匈两国徽章的陆军和海军旗帜，但实际上未得到广泛使用。
由于共同民船旗是少数同时代表奥、匈两国的旗帜，在同时期的一些印刷制品中也可见使用其民船旗，或类似的将奥匈两国国旗拼接而成的自创旗帜代表奥匈帝国整体的实例。

### 民船旗

共同民船旗（1869年–1918年）
奥地利民船旗（1786年–1869年）
外莱塔尼亚/匈牙利民船旗（非官方）

### 海军旗

奥匈帝国/奥地利海军旗（1786年–1915年） （实际使用至1918年）
奥匈帝国海军旗（1915年设计，未使用）

## 王室旗幟

奧地利王室旗幟（至1915）
奧匈帝國王室统帅旗
洛林王朝王室旗幟（1915年-1918年）

## 區域性旗幟
奧匈帝國在各個行政規劃區上也使用各類不同的旗幟作代表。下表列出了各個區域性旗幟：
| 內萊塔尼亞 | 內萊塔尼亞                                                               | 內萊塔尼亞                                                                        | 內萊塔尼亞 | 內萊塔尼亞 | 內萊塔尼亞 |
| 地圖/位置  | 地區名字                                                                 | 旗幟                                                                              |            |            |            |
| ---------- | ------------------------------------------------------------------------ | --------------------------------------------------------------------------------- | ---------- | ---------- | ---------- |
|            | 奧地利大公國 (下奧地利)                                                  |                                                                                   |            |            |            |
|            | 奧地利大公國 (上奧地利)                                                  |                                                                                   |            |            |            |
|            | 達爾馬提亞王國                                                           |                                                                                   |            |            |            |
|            | 加利西亞和洛多梅里亞王國                                                 | (1849年—1890年) (1890年—1918年)                                                   |            |            |            |
|            | 提洛伯國                                                                 |                                                                                   |            |            |            |
|            | 布科維納公國                                                             |                                                                                   |            |            |            |
|            | 上西里西亞和下西里西亞公國                                               |                                                                                   |            |            |            |
|            | 克恩頓公國                                                               |                                                                                   |            |            |            |
|            | 卡尼奧拉公國                                                             |                                                                                   |            |            |            |
|            | 薩爾斯堡公國                                                             |                                                                                   |            |            |            |
|            | 施蒂利亞公國                                                             |                                                                                   |            |            |            |
|            | 摩拉維亞侯國                                                             |                                                                                   |            |            |            |
|            | 奧地利濱海區，包括: 的里雅斯特帝國自由市 戈里齊亞和格拉迪斯 伊斯特拉邊區 | （奧地利濱海區） （的里雅斯特帝國自由市） （戈里齊亞和格拉迪斯） （伊斯特拉邊區） |            |            |            |
|            | 福拉爾貝格州                                                             |                                                                                   |            |            |            |
| 外萊塔尼亞 |                                                                          |                                                                                   |            |            |            |
| 地圖/位置  | 地區名字                                                                 | 旗幟                                                                              |            |            |            |
|            | 匈牙利王國                                                               |                                                                                   |            |            |            |
|            | 外西凡尼亞公國                                                           |                                                                                   |            |            |            |
|            | 塞爾維亞省和蒂米甚瓦拉州                                                 |                                                                                   |            |            |            |
|            | 克羅埃西亞-斯拉沃尼亞王國                                                |                                                                                   |            |            |            |
|            | 克羅地亞王國                                                             |                                                                                   |            |            |            |
|            | 斯拉沃尼亞王國                                                           |                                                                                   |            |            |            |
|            | 阜姆                                                                     |                                                                                   |            |            |            |
| 奧匈共管   |                                                                          |                                                                                   |            |            |            |
| 地圖/位置  | 地區名字                                                                 | 旗幟                                                                              |            |            |            |
|            | 波士尼亞和赫塞哥維納                                                     |                                                                                   |            |            |            |

## 旗帜使用实例

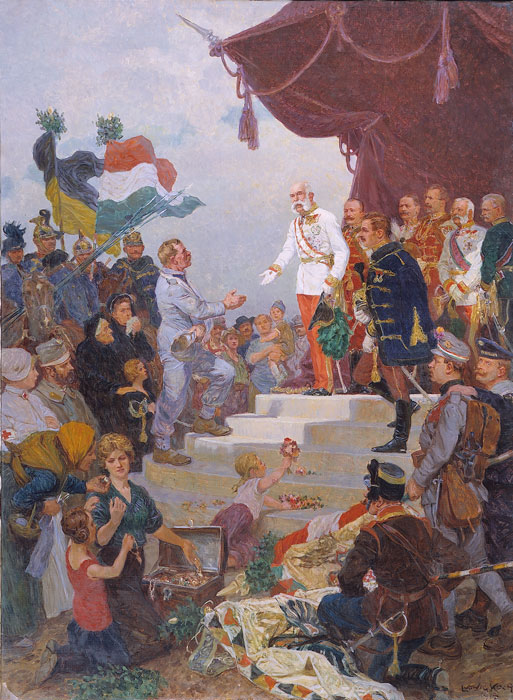
1915年描绘弗朗茨·约瑟夫皇帝的画作；可见奥、匈两国国旗及王室旗帜同时出现
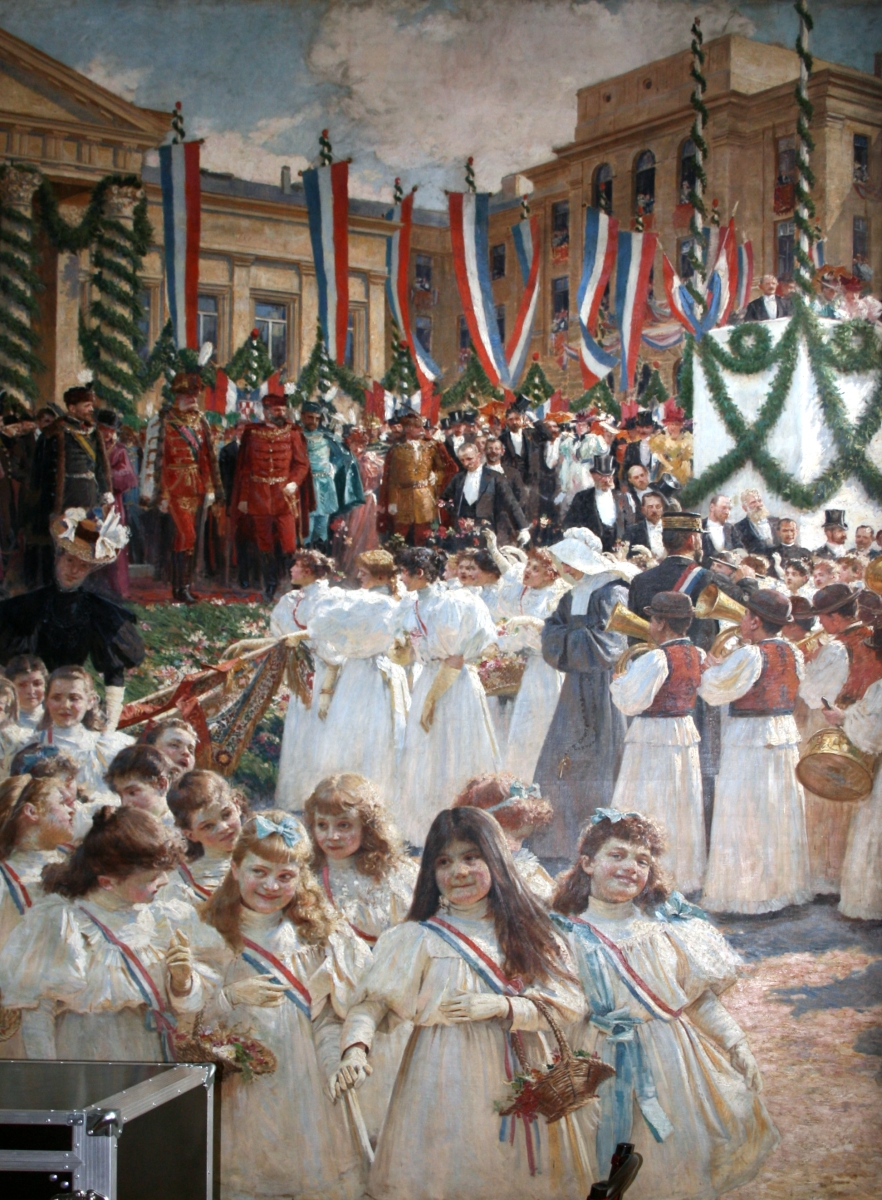
描绘1895年弗朗茨·约瑟夫皇帝到访克罗地亚首府萨格勒布的画作；可见克罗地亚-斯拉沃尼亚国旗
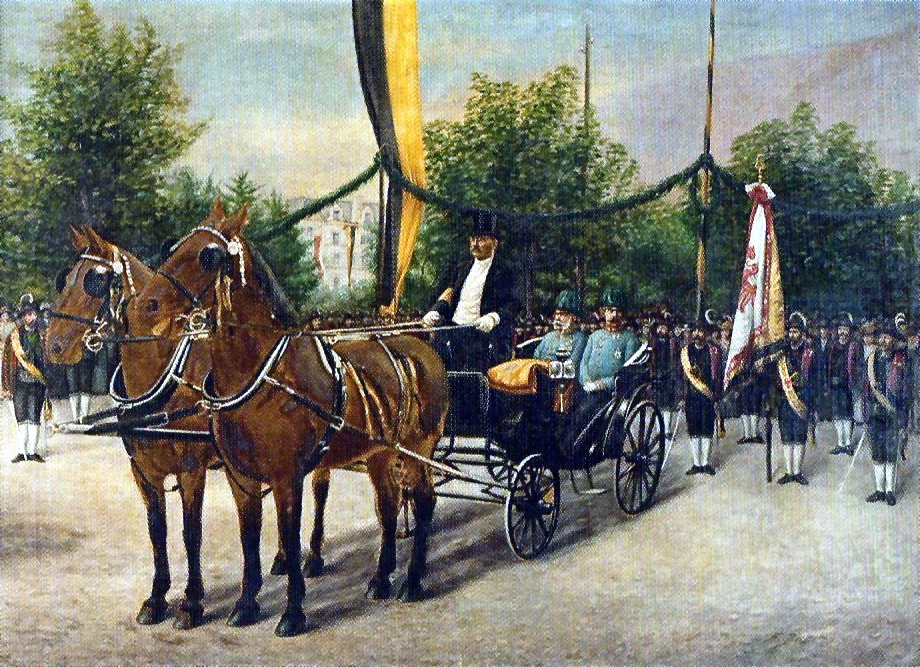
弗朗茨·约瑟夫皇帝在梅拉诺（1900年）；可见奥地利黑黄旗
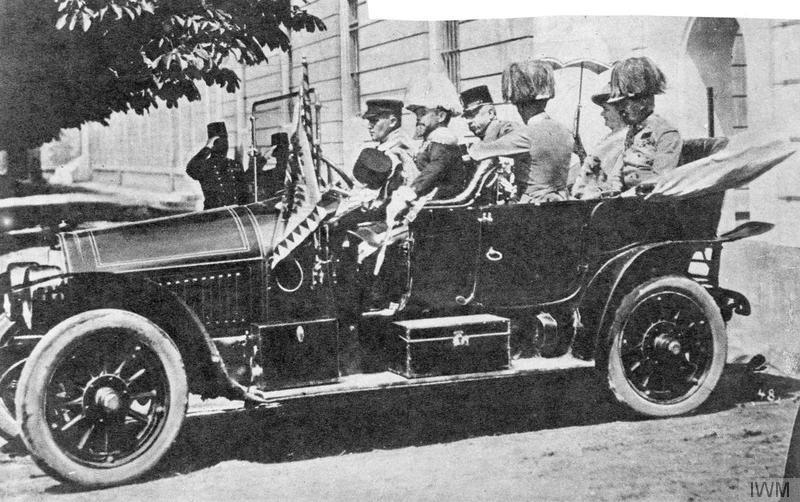
弗朗茨·斐迪南大公遇刺前的座车（1914年）；可见王室旗帜
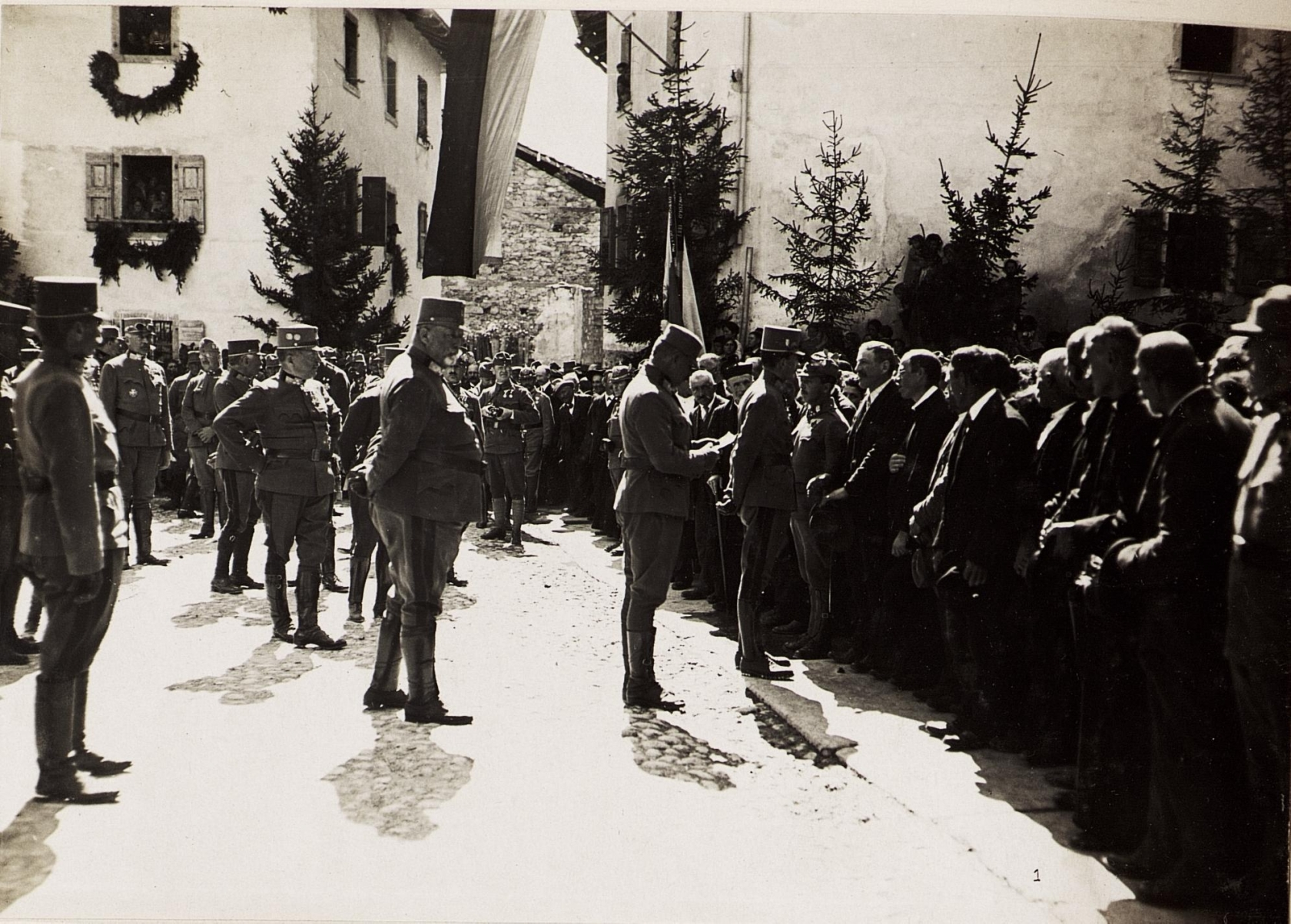
卡爾一世皇帝在南蒂罗尔（1917年）；可见黑黄双色旗
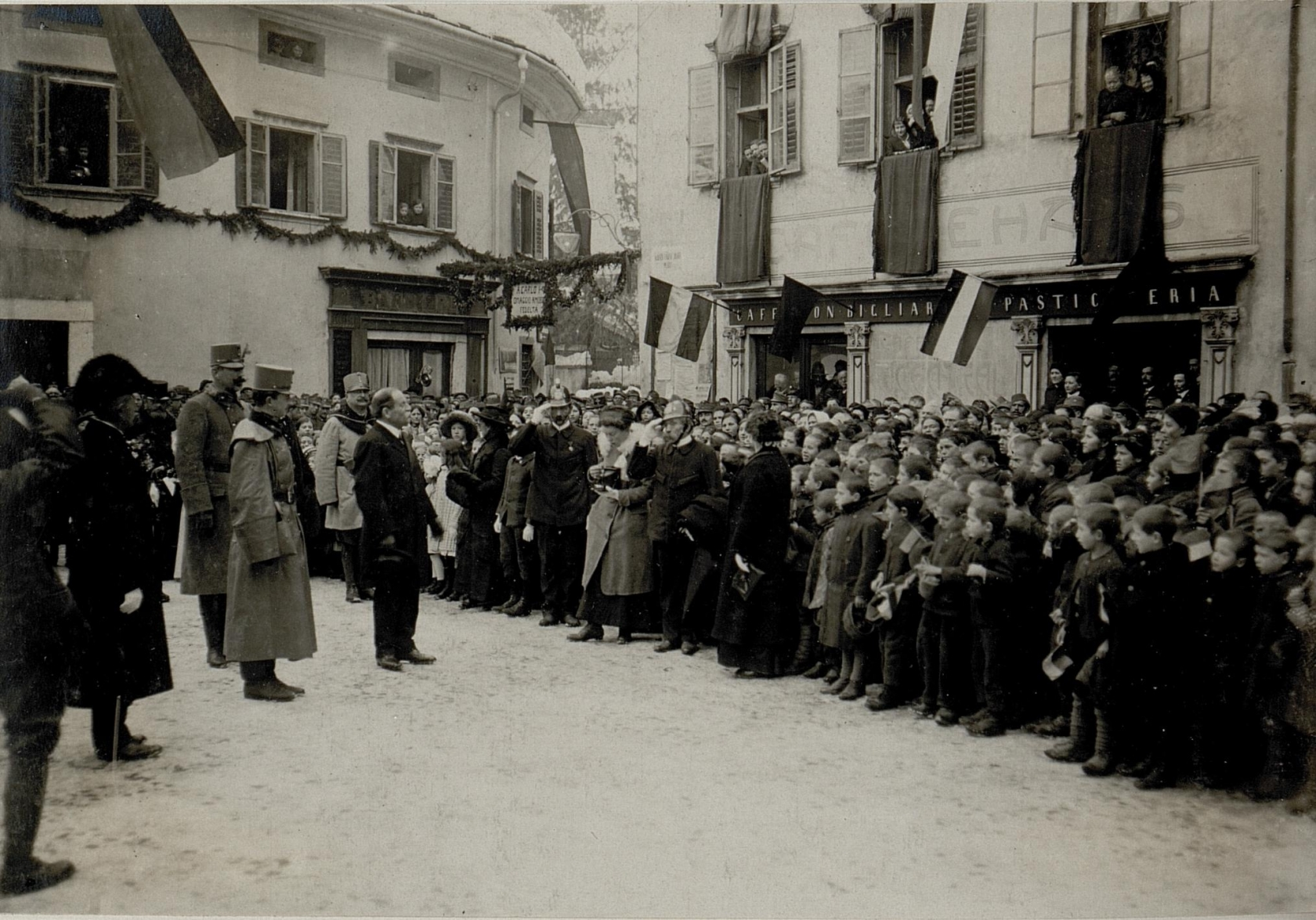
卡尔一世皇帝到访南蒂罗尔佩尔吉内（1917年）；可见奥、匈两国旗帜同时出现
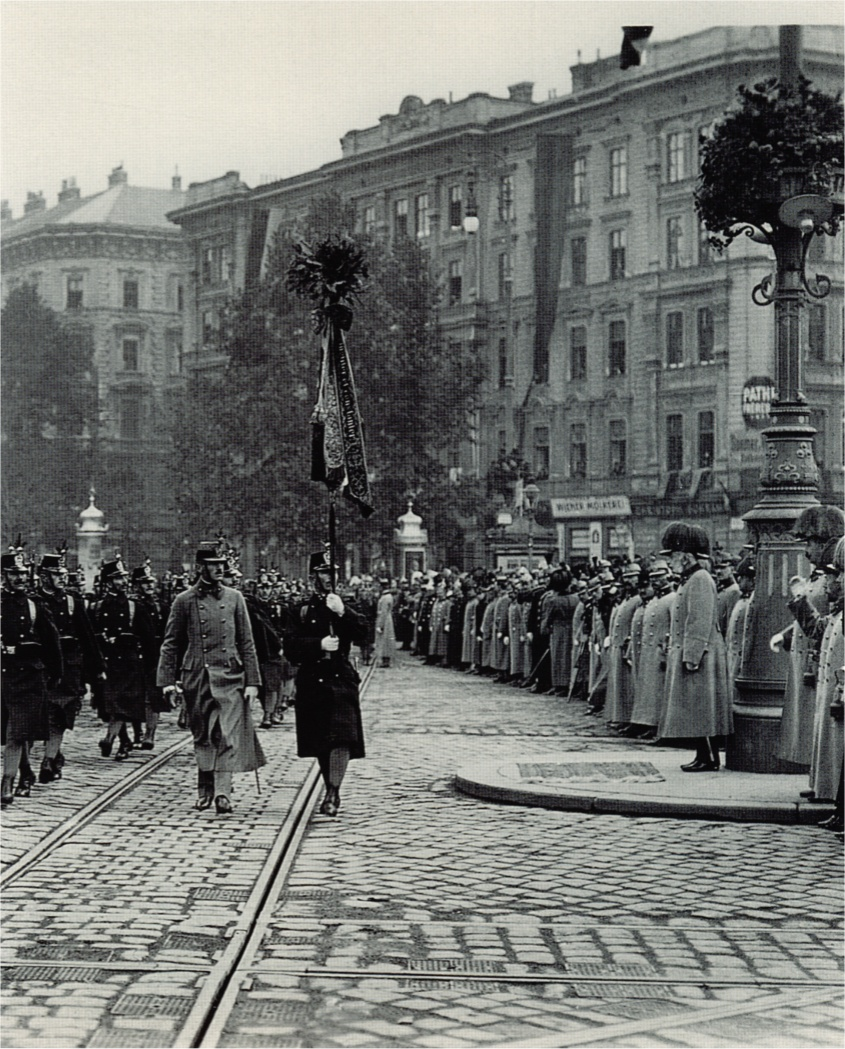
维也纳的阅兵式（1913年），可见黑黄双色旗
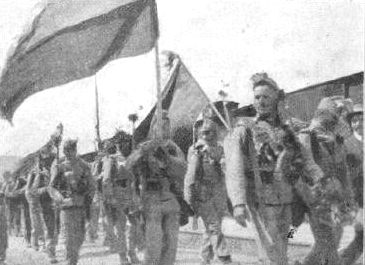
卢布尔雅那第17步兵团（1914年），可见黑黄双色旗
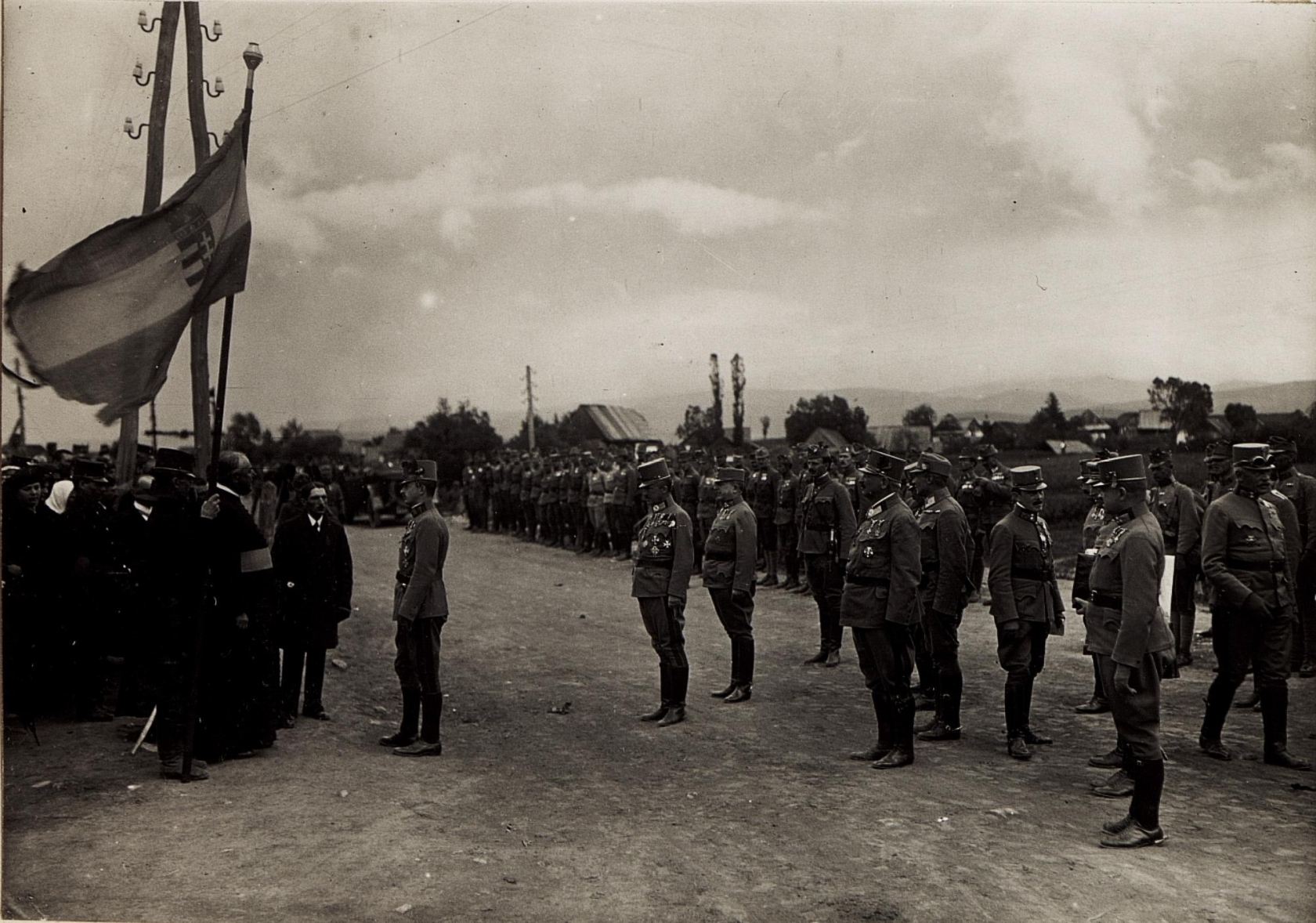
卡尔一世皇帝与前线的奥匈帝国陆军（1917年），可见匈牙利旗帜
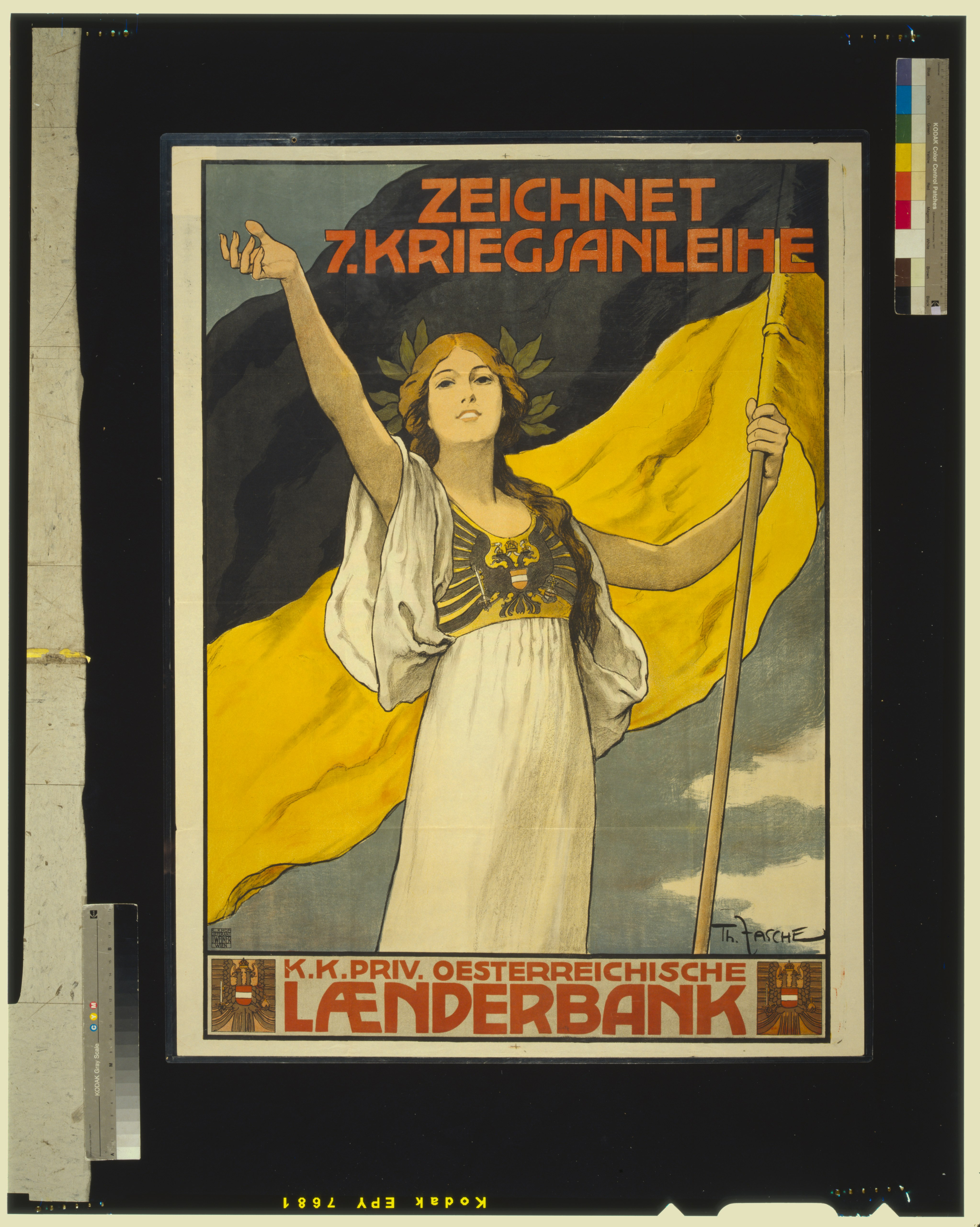
鼓励购买战争债券的奥匈帝国一战宣传画
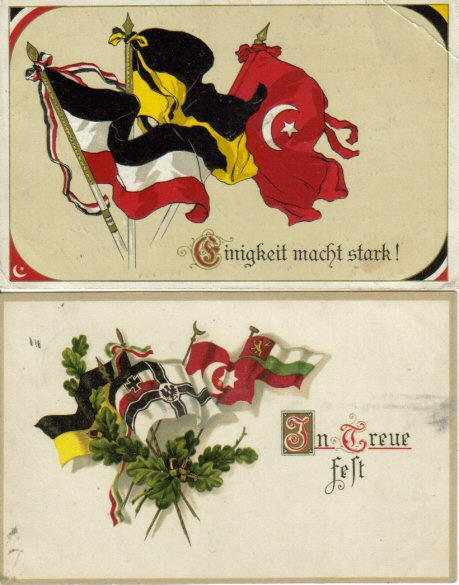
一战宣传画
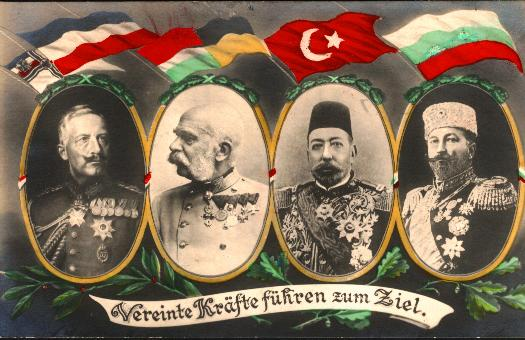
德国一战宣传画；描绘同盟国各国家元首，其中将奥匈两国旗帜拼接
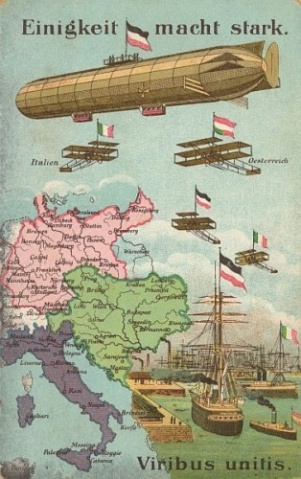
关于德意奥三国同盟的德国宣传画；其中将奥匈两国旗帜拼接
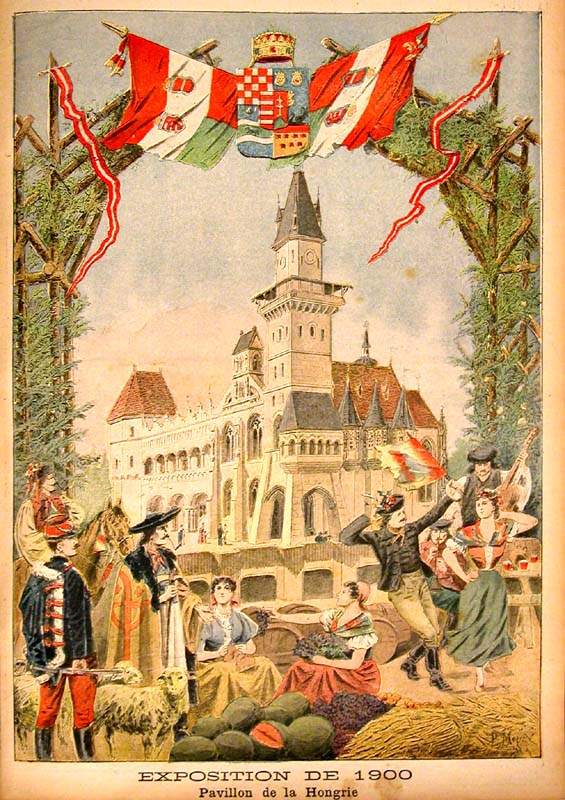
1900年巴黎万国博览会期间发行的法国明信片；画面描绘匈牙利馆，使用了奥匈民船旗和细长三角形奥地利传统红-白-红三色旗
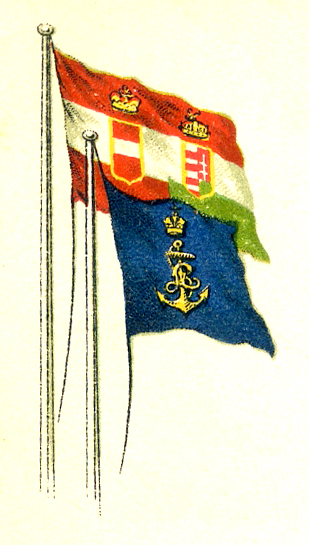
奥地利劳氏船级社（英语：Österreichischer Lloyd）宣传画（1910年），可见奥匈民船旗
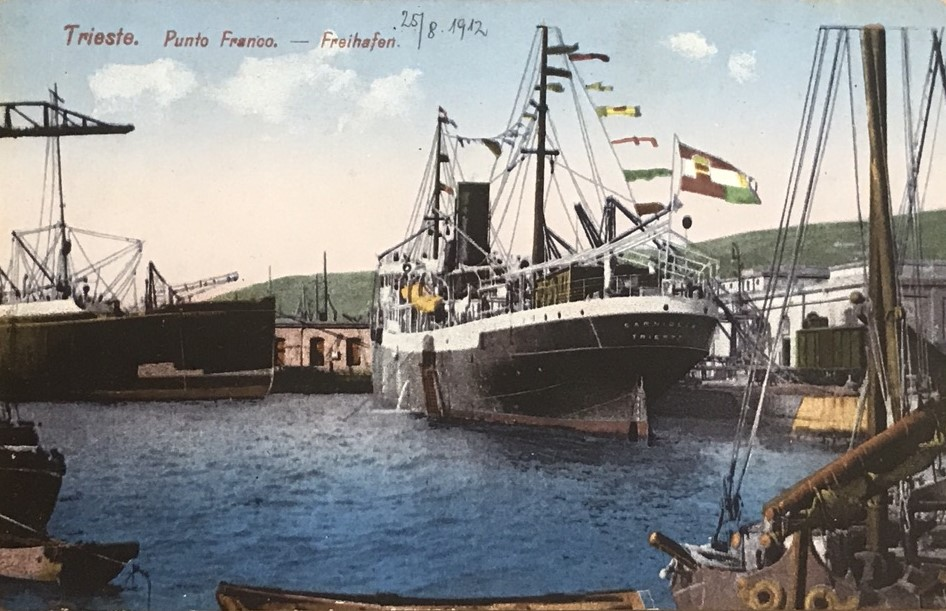
卡尔尼奥拉号（SS Carniola）蒸汽船，可见奥匈民船旗
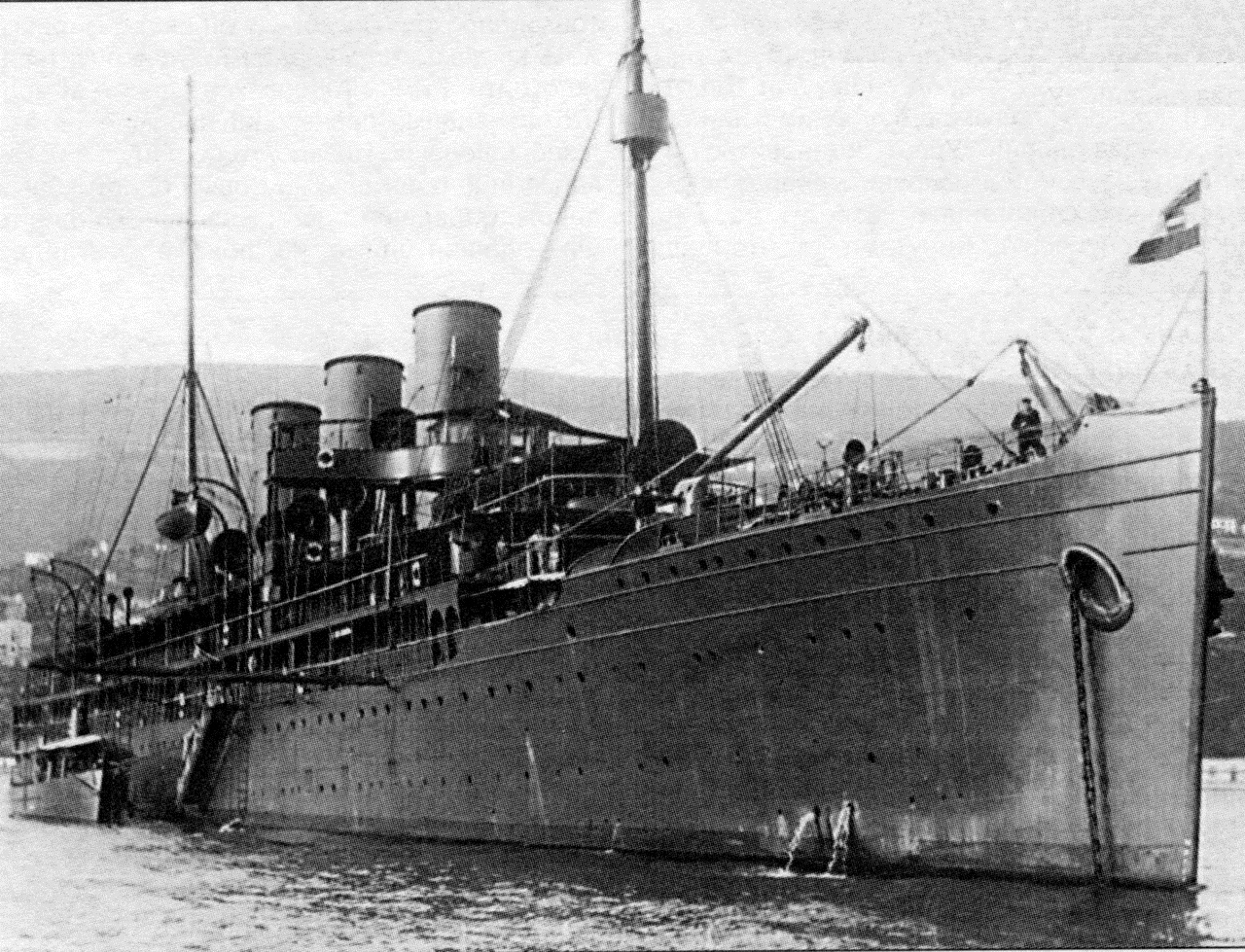
奥匈帝国海军盖亚号（SMS Gäa）鱼雷运输舰，可见奥匈海军旗
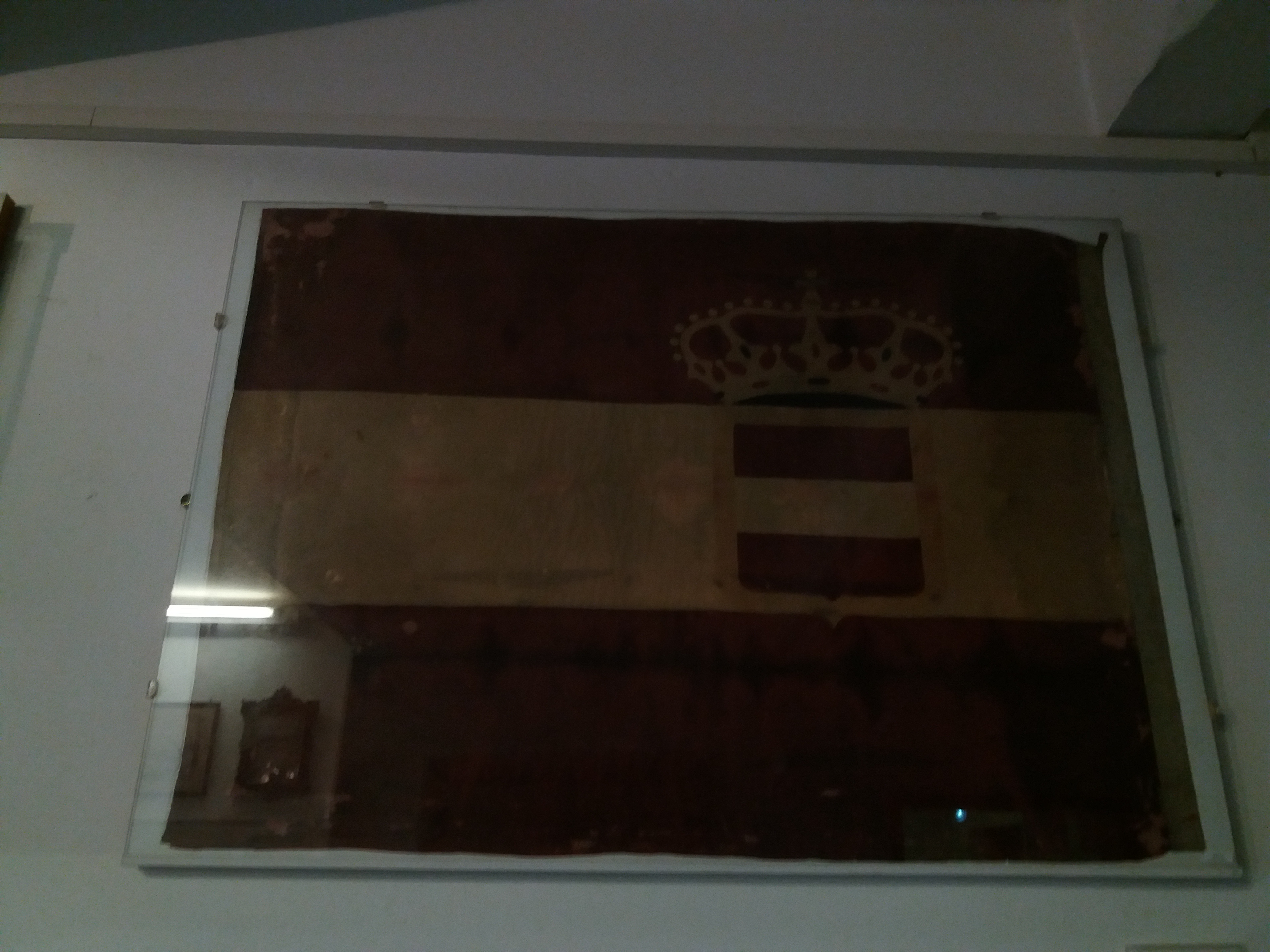
1915年被意大利缴获的奥匈海军旗